# ولایت دوا

نقشه ژاپن در سال (سال ۱۸۶۸). این ولایت با رنگ تیره مشخص شده است.

ولایت دوا (به ژاپنی: 出羽国 Dewa no kuni) یکی از ولایت‌ها در تقسیم‌بندی کشوری قدیم ژاپن بود.